# Viraggio (fotografia)

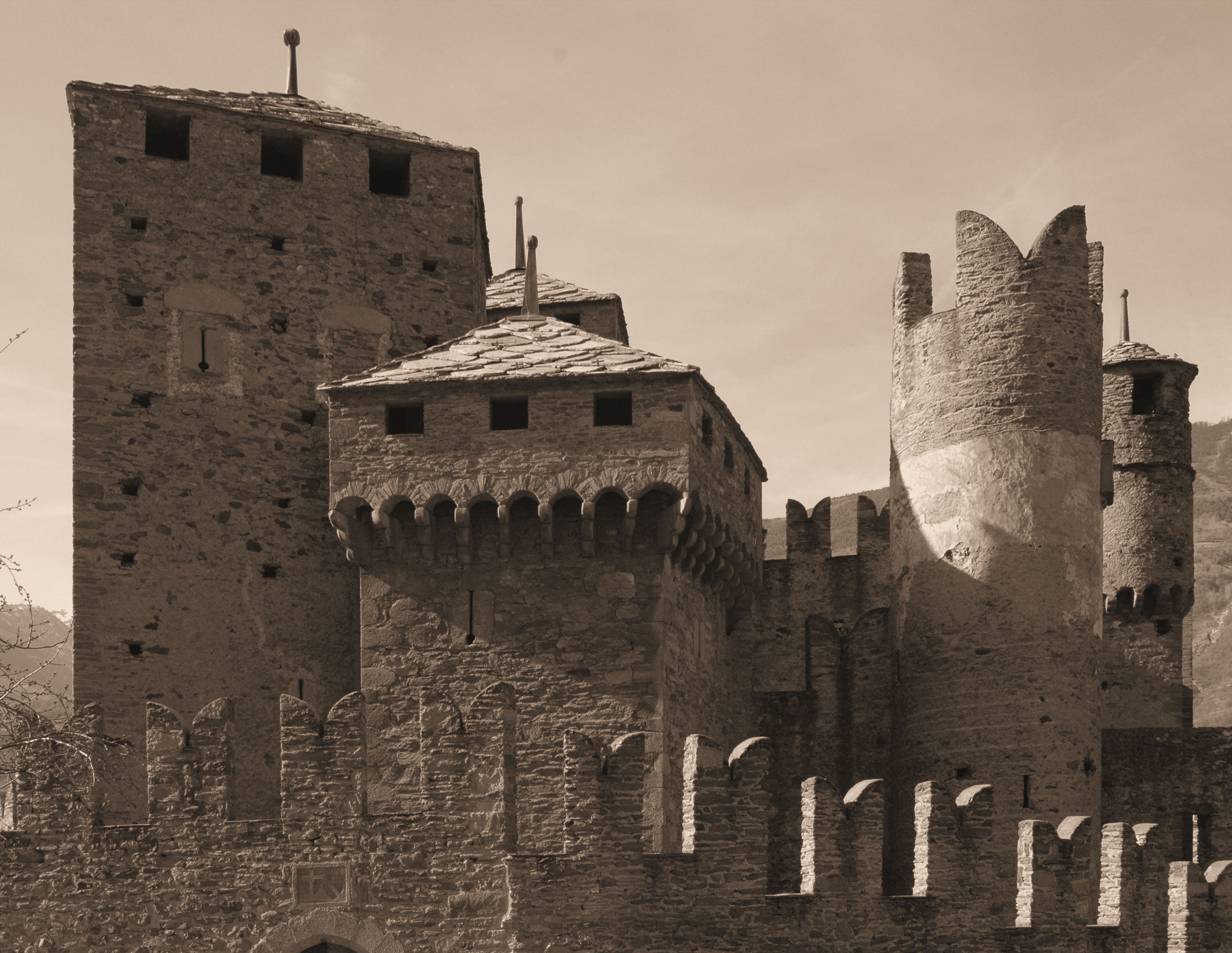
Esempio di foto virata seppia

Il viraggio è un procedimento chimico che conferisce alla stampa fotografica una particolare tonalità, grazie a bagni appositi; il viraggio ha la funzione principale di garantire una migliore conservazione nel tempo della stampa fotografica.

## Evoluzione storica
Il viraggio è stato molto usato fino all'inizio del XX secolo anche perché conferisce una maggiore stabilità all'immagine. Il più diffuso e più noto è il viraggio seppia, oggi usato soprattutto per dare all'immagine un sapore "d'epoca", ma esistono anche altri tipi di viraggi, dipendenti dalle sostanze usate: viraggio al selenio (tra i più noti e diffusi), ai ferrocianuri (cadmio, cobalto, ferro, nichel, rame, titanio, uranile), all'oro e al platino.
Quando la colorazione è molto lieve si parla più propriamente di intonazione.
Nella fotografia digitale il termine "viraggio" viene usato anche a prescindere dalle originali connotazioni chimiche, con riferimento a una modifica equivalente dell'immagine finale ottenuta con programmi di fotoritocco.

## Il viraggio seppia
Il viraggio seppia è un procedimento di fotografia antica: oltre a rendere un'immagine molto caratteristica, serve ad arrestare l'ossidazione dell'argento col metodo della solfurazione; ciò permette di far durare l'immagine molto più a lungo; praticamente, l'argento metallico, invece di combinarsi con l'ossigeno dell'aria, si combina con lo zolfo. Il procedimento consiste di due bagni successivi:
1. La sbianca, che prepara al bagno successivo (è simile all'indebolitore di Farmer, ma molto più concentrato);
2. La solfurazione, con cui lo zolfo si fissa all'argento metallico, dando un'intonazione bruno-marroncina.

Cambiando le proporzioni degli ingredienti si ottengono effetti più o meno pronunciati.

## Utilizzo nel cinema
Il procedimento del viraggio (toning in inglese) per la colorazione della pellicola è stato usato nel campo della cinematografia ai tempi del muto, la tecnica fu via via meno utilizzata dalla fine degli anni venti, dato che questa pregiudicava la resa del sonoro, e poi naturalmente quando prese campo la tecnica del Technicolor cfr. il colore dal viraggio al technicolor. Le colorazioni nei film in bianco e nero  avevano un significato simbolico, per esempio il blu veniva usato per le sequenze notturne oppure oniriche.
Alcuni esempi di celebri film virati:
- Cabiria di Giovanni Pastrone (1914)
- Per la patria (J'accuse) di Abel Gance (1919)
- Il gabinetto del dottor Caligari di Robert Wiene (1920)
- Nosferatu il vampiro di F.W. Murnau (1922)
- Robin Hood di Allan Dwan (1922)

Sebbene rari, ci furono casi di film virati anche nell'epoca del sonoro, come Il ritratto di Jennie del 1948.